# Babaj Boks
Babaj Boks (serbiska: Бабај Бокс, albanska: Babaj Bokës, Babaj i Bokës) är en ort i Kosovo. Den ligger i den sydvästra delen av landet, 80 km sydväst om huvudstaden Priština. Babaj Boks ligger 414 meter över havet och antalet invånare är 595.
Terrängen runt Babaj Boks är kuperad åt sydväst, men åt nordost är den platt. Runt Babaj Boks är det ganska tätbefolkat, med 222 invånare per kvadratkilometer. Närmaste större samhälle är Gjakova, 8,2 km öster om Babaj Boks. Omgivningarna runt Babaj Boks är en mosaik av jordbruksmark och naturlig växtlighet.